# アルゴスシステム
アルゴスシステム（英: Argos system）は地上にある固定またはモバイル・プラットフォームから様々な環境データを収集し、処理・解析を行い、配信する人工衛星ベースのシステムである。アルゴスのユニークな点は、送信源に近い単一の衛星が複数回通信を行い、各通信で起こるドップラー効果を統合して、逆算的に発信源の位置情報を特定する能力にある。アルゴスシステムは1978年に設立された。そしてその時以来、それは環境調査と保護コミュニティに多くの場合、別の方法では入手不可能だったデータを提供した。システムは今や完全に証明され、非常に信頼性が高い。多くの遠隔の自動気象観測所がアルゴス経由でデータを報告する。アルゴスは多くの世界的研究計画の重要な構成要素である:TOGA、TOPP、WOCE、ARGO計画、その他。
アルゴスは、フランス国立宇宙研究センター (CNES)、アメリカ航空宇宙局 (NASA)、アメリカ海洋大気局 (NOAA) の3者間で合意覚書の下で開発された。
システムは、その任務を完了するために、地面と衛星ベース両方の資源を利用する。これらは以下を含む:
- NOAA の極軌道を廻る環境衛星 (POES) および欧州気象衛星開発機構 (EUMETSAT) の MetOp 衛星に載って運ばれた機器
- 世界中に張り巡らされた受信局
- そしてアメリカ合衆国とフランスの主要な処理施設

この完全に統合されたシステムは最も遠く離れたプラットフォームからユーザのデスクトップまで、しばしばリアルタイムに近いタイミングでデータの位置を特定して、そこまで届けるために動作する。アルゴスはフランストゥールーズに本拠がある CLS/Argos によって管理される。CLS はアメリカ合衆国に複数の子会社を持っている。即ち Service Argos、Inc. and North American CLS. である。そしてそれらはシステムの普及を促進する。

## 運営機関
アルゴスの衛星ベースのシステムは、以下によって設立された:
- フランス国立宇宙研究センター (CNES)
- アメリカ海洋大気局 (NOAA)
- アメリカ航空宇宙局 (NASA)

この国際的な協同事業の最近のパートナーは以下の通りである:
- 欧州気象衛星開発機構 (EUMETSAT)

## 無線局としてのアルゴスシステム
日本では、実験試験局という種別で免許される。
無線従事者は不要であるが、無線局の免許を要する。
無線機は電波法令上の無線設備であるが、簡易な免許手続は適用されないので、予備免許を取得し落成検査

に合格しなければ無線局免許状は交付されない。
この免許の無いまま運用してはならない。